# Silba glaberrima
Silba glaberrima är en tvåvingeart som först beskrevs av Christian Rudolph Wilhelm Wiedemann 1830.  Silba glaberrima ingår i släktet Silba och familjen stjärtflugor.
Artens utbredningsområde är Florida. Inga underarter finns listade i Catalogue of Life.